# 潘汝輔
潘汝輔，字汝弼，福建福州府怀安县人，明朝政治人物、進士出身。

## 生平
景泰元年，福建庚午乡试中舉。天顺八年，登甲申科會試中進士，后升任户科给事中。